# Свети Георги (Смилево)
Вижте пояснителната страница за други значения на Свети Георги.
„Свети Георги“ (на македонска литературна норма: „Свети Ѓорѓи“, „Свети Георгиј“) е възрожденска православна църква в демирхисарското село Смилево, Северна Македония. Църквата е под управлението на Крушевско-Демирхисарската епархия на Македонската православна църква.

## История
Храмът е обновен след заповед на румелийския валия от януари 1831 година. Църквата е изгорена в Илинденско-Преображенското въстание. Църквата е обновена след въстанието и е завършена в 1911 година.

## Архитектура
В архитектурно отношение църквата е сравнително голяма трикорабна базилика с женска църква и петостранна апсида със слепи арки на изток. Централният кораб е с полукръгъл свод, а страничните са архитравно покрити. Входовете са три. Прозорците са големи, разположени в два реда на северната и южната стена. Зидарията е от ломен камък, като отворите, венецът и апсидата са от дялан. Фасадите са фугирани. Покривът е на две води като първоначалните каменни плочи са заменени с керемиди.
В храма работят резбарите Гино Чуранов и Павел Танасков – Танасков изработка големия кръст и основната част от иконостаса, а Чуранов владишкия трон и останалата част от иконостаса. В църквата работи и резбарят Дуко Дельов, който украсява владишкия трон на обновената църква с растителни и зооморфни мотиви, както и с човешки фигури. Негово дело е и амвонът, изобразяващ ръка с гълъб.